# Aysgarth
Aysgarth är en ort och civil parish i Storbritannien.   Den ligger i grevskapet North Yorkshire och riksdelen England, i den centrala delen av landet, 300 km norr om huvudstaden London. Aysgarth ligger 211 meter över havet och antalet invånare är 178.
Terrängen runt Aysgarth är huvudsakligen lite kuperad. Aysgarth ligger nere i en dal. Runt Aysgarth är det ganska glesbefolkat, med 36 invånare per kvadratkilometer. Närmaste större samhälle är Catterick Garrison, 19,5 km nordost om Aysgarth. Trakten runt Aysgarth består i huvudsak av gräsmarker.

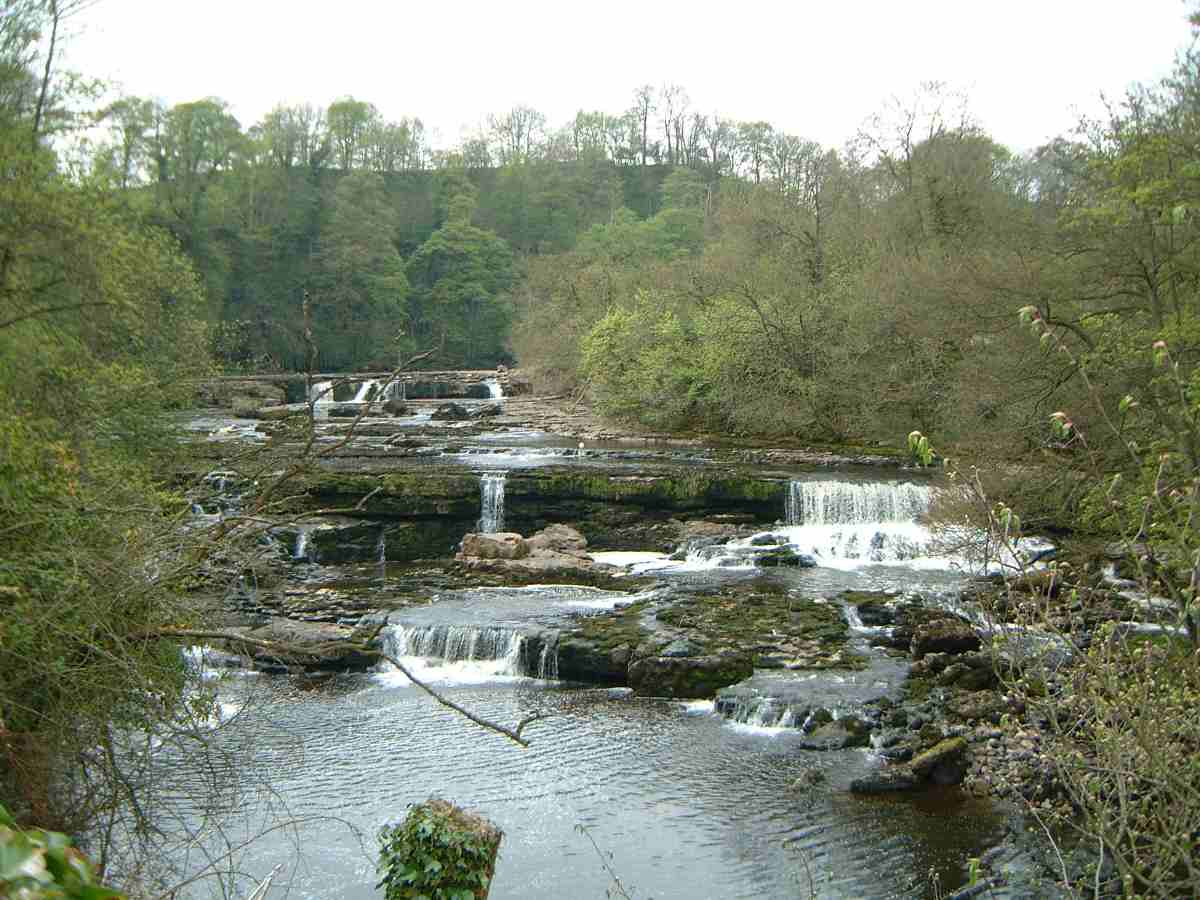
Aysgarthfallen i floden Ure
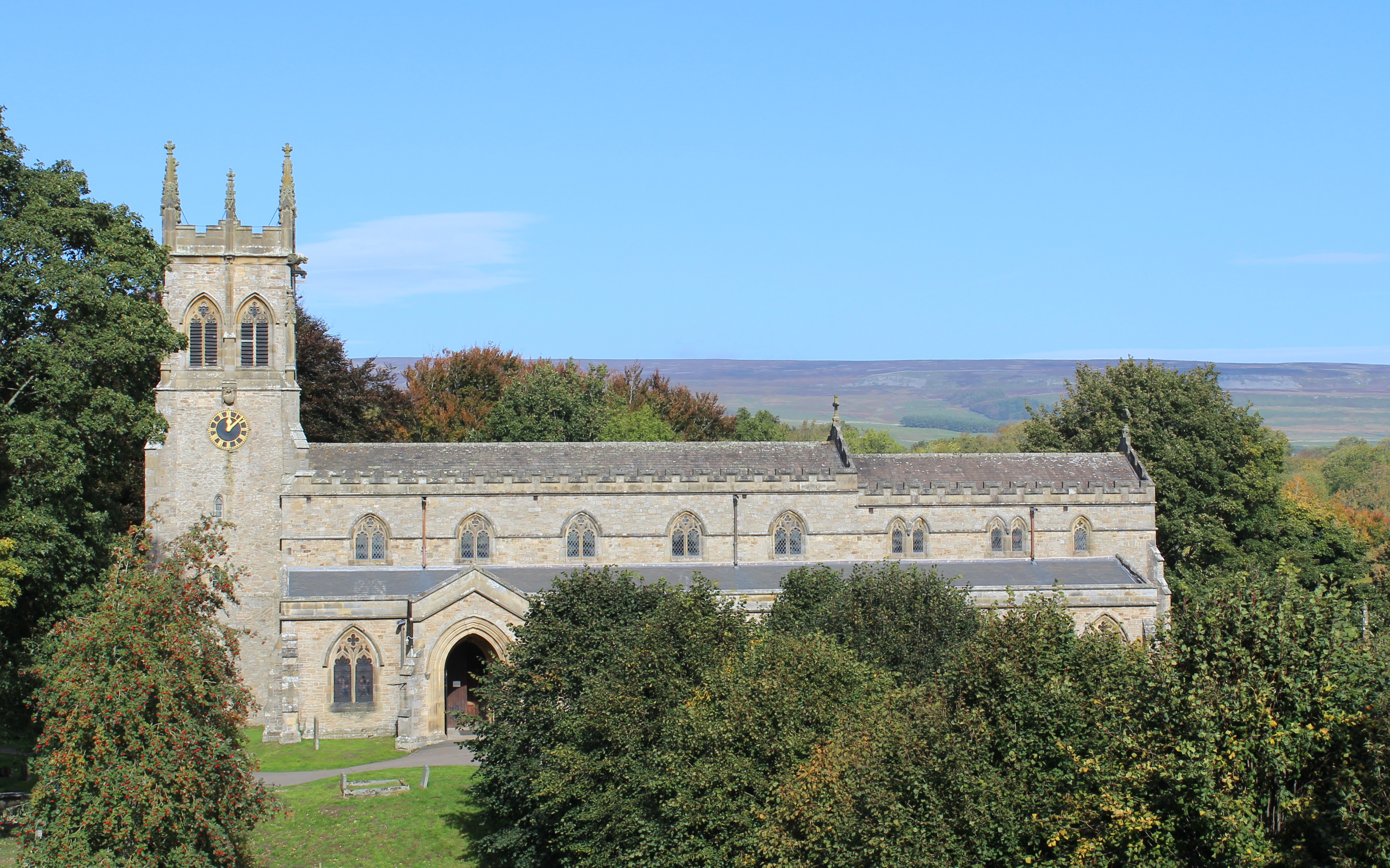
St Andrew's Church, Aysgarth, renoverades 1536 och 1866